# Brooklyn Technical High School
La Brooklyn Technical High School (ou Brooklyn Tech ou Tech) est un lycée public de New York, spécialisé en ingénierie, en mathématiques et en science. Avec la Stuyvesant High School et la Bronx High School of Science, elle est à l'origine du groupe des lycées spécialisés, géré par le département de l'Éducation de la ville de New York.
En 2006, elles ont toutes les trois été citées par le The Washington Post parmi les écoles les plus attrayantes des États-Unis. L'admission se fait par le biais d'un examen, le Specialized High Schools Admissions Test, et en tant que lycée public, il n'y a aucuns frais d'inscription. Par ailleurs, elle n'est accessible qu'aux résidents new-yorkais.